# Иоанн Бэлан (епископ)
Иоанн Бэлан (рум. Ioan Bălan; 11 февраля 1880, Теюш — 4 августа 1959 года, Бухарест) — румынский греко-католический епископ Лугожа, церковный и политический деятель Румынии. Блаженный Римско-Католической Церкви.

## Биография
Родился в городе Теюш 11 февраля 1880 года. После школы учился в католических семинариях Альба-Юлии и Бухареста. 7 июля 1903 принял священническое рукоположение и стал приходским священником в Блаже.
В 1906 году защищает докторскую диссертацию по богословию в Вене и становится ректором Богословской академии в Блаже, где также занимается работой над разработкой Восточного канонического права.
18 октября 1936 года принимает епископскую хиротонию и становится епископом Лугожа.
После установления коммунистического правительства был арестован 29 октября 1948, и несмотря на преклонный возраст был заключен в тюрьму Сигету. В 1955 году он был освобожден из тюрьмы, но в 1956 году его снова арестовывают, после чего отправляют в православный монастырь Чёрогарла, где он проводит последние годы жизни. Епископ Иоанн умирает 4 августа 1959 в Бухаресте.

## Беатификация
19 марта 2019 года папа Франциск уполномочил Конгрегацию по канонизации святых обнародовать декрет о признании мученической смерти семи греко-католических румынских епископов, включая Иоанна Бэлана, «убитых из ненависти к веры в Румынии в период 1950-1970-ых годов».
Был официально беатифицирован 2 июня 2019 года папой Франциском при совершении мессы в Блаже.